# ジョス・ストーン

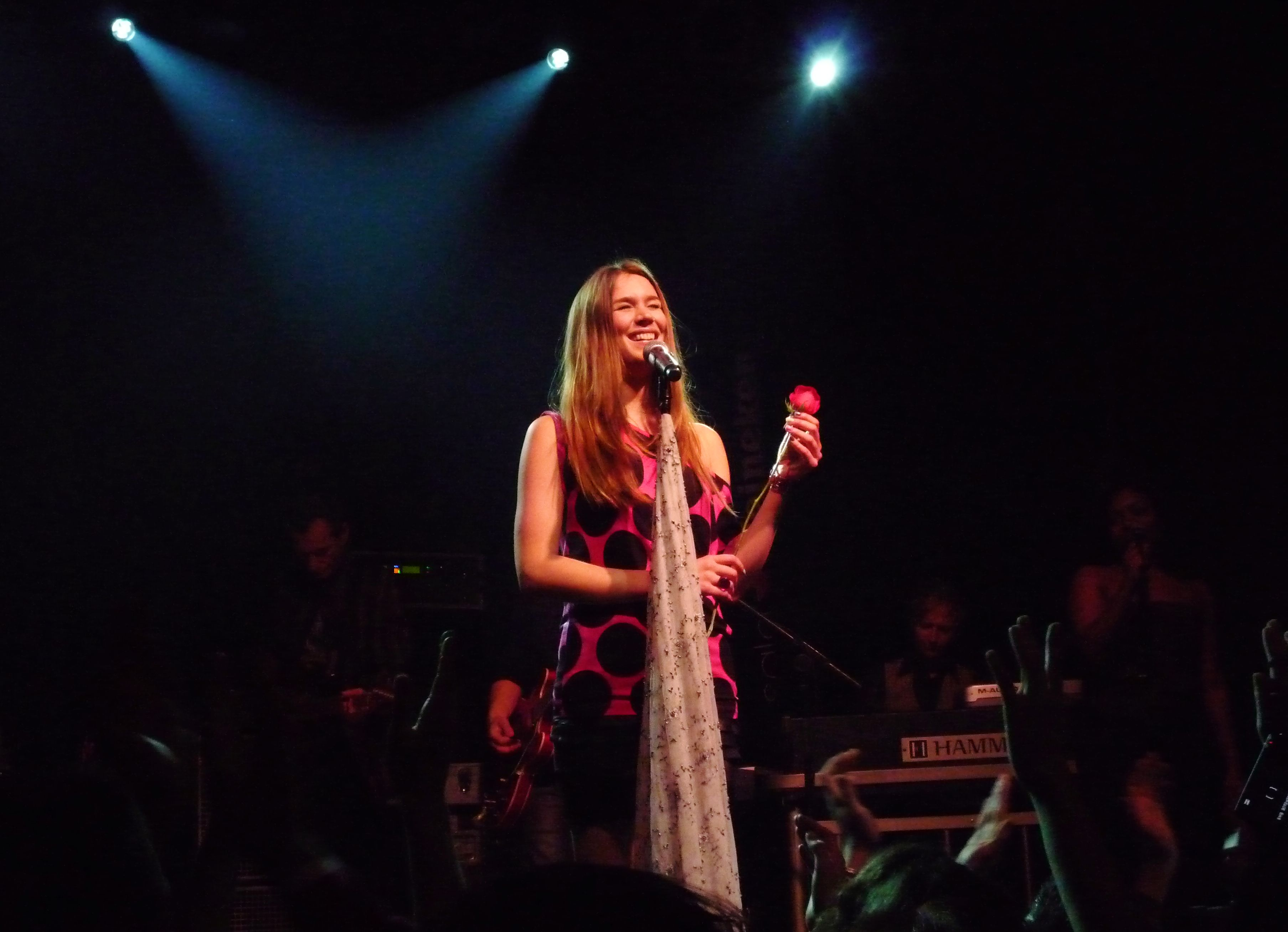

ジョス・ストーン（Joss Stone, 1987年4月11日 - ）は、イギリスの女性R&Bシンガー、シンガー・ソングライターである。17歳でデビューし、ソウルフルな歌声が特徴。

## 経歴
本名ジョセリン・イヴ・ストーカー（Joscelyn Eve Stoker）。1987年4月11日にイギリス・ケント州ドーバーでリチャードとウェンディ・ストーカー夫妻の4人の子供（他の3人の名前はダニエル、ルーシー、ハリー）の3番目として生まれる。少女時代をデヴォン州のアシルという村で育ち、彼女の音楽性はこのころ聴いたアレサ・フランクリンやダスティ・スプリングフィールドなど、R&Bやソウル・ミュージックを含む幅広い音楽からの影響を強く受けている。14歳のとき、BBCの番組Star for a Nightに出演した。
2003年11月にアルバム『ソウル・セッションズ』でデビュー。UKチャート4位、US・R&Bチャート38位、USチャートでも39位、オーストラリアやヨーロッパなど他の国々でも好成績を得、イギリスではトリプルプラチナ、アメリカでもゴールドディスクに輝く快挙となる。のちにワールドワイドのセールスでは400万枚を超える大ヒットとなる。
2004年9月にセカンドアルバム、『マインド、ボディ&ソウル』 (Mind, Body & Soul) をリリース。UKチャートの1位に輝き、USチャートでも11位(USR&Bチャートでは7位)で、イギリスではトリプルプラチナ、アメリカでもプラチナディスクを獲得。ワールドワイドのセールスは前作に続き400万枚を越える大ヒットとなる。
2005年2月に英国音楽界の権威ブリット・アウォーズの3部門にノミネートし、"ブリティッシュ・フィメール・ソロ・アーティスト部門"と"ブリティッシュ・アーバン・アクト"の2部門で受賞した。2月9日の授賞式上ではロビー・ウィリアムズと共に彼のヒット曲「エンジェルス」でパフォーマンスも務めている。同年グラミー賞にも3部門でノミネートした。
同年6月2日、ロンドンのハイドパークで開かれた「ライブ8コンサート」に出演し、ファンクの伝説である、ジェームズ・ブラウンとともに「Papa's got a brand new bag」を披露。同年8月に発売されたハービー・ハンコック:スーパー・コラボレーションの『ポシビリティーズ』に参加。ベテランから若手まで様々なアーティストが参加したこのアルバム中で、ブルース・ギタリストでシンガーのジョニー・ラングとハービーとともに共にU2の「ラヴ・カムズ・トゥ・タウン」の大胆なカヴァーを披露した。また、やはり同年8月に発売されたレス・ポール&フレンズのアルバム『レス・ポール・トリビュート』で、スティングと共に「ラヴ・スニーキン・アップ・オン・ユー」を歌った。
2006年サンタナのアルバム『オール・ザット・アイ・アム』に参加。このアルバムにもウィル・アイ・アムやスティーヴン・タイラー（エアロスミス）など著名アーティストが多数参加しているが、ショーン・ポールと共にSantana featuring Sean Paul and Joss Stoneとして録音したトラック「クライ・ベイビー・クライ(Cry Baby Cry)」はシングル・カットもされ、UKチャートの71位に顔を出した。のちにショーン・ポールのアルバム『トリニティー』のボーナス・トラックとしても発売された。また2006年には映画『エラゴン』のアンジェラ役で女優としてもデビューした。
2007年3月に『イントロデューシング・ジョス・ストーン』を発表。
2009年10月に『カラー・ミー・フリー』を発表。
彼女はベジタリアンであり、世界最大の動物権利擁護団体である「動物の倫理的扱いを求める人々の会」（通称PETA）の『世界一セクシーなベジタリアンリスト』に選出されている。

## ディスコグラフィ
- アルバム
  - 『ソウル・セッションズ』(2003年11月本国発売)
  - 『マインド、ボディ&ソウル』(2004年9月本国発売)
  - 『イントロデューシング・ジョス・ストーン』(2007年3月本国発売)
  - 『カラー・ミー・フリー』（2009年10月本国発売）
  - 『LP1』（2011年本国発売）
  - 『ソウル・セッションズ Vol.2』（2012年本国発売）

- DVD
  - 『マインド、ボディ&ソウルDVD』

- コラボレート作品
  - 『キラー・クイーン』（クイーン・トリビュート・アルバム）/V.A. - トラック『アンダー・プレッシャー』
  - 『ポシビリティーズ』/ハービー・ハンコック - トラック『ラヴ・カムズ・トゥ・タウン』でハービー・ハンコック、ジョニー・ラングと共演。
  - 『オール・ザット・アイ・アム』/サンタナ - トラック『クライ・ベイビー・クライ』でサンタナ、ショーン・ポールと共演。
  - 『エルトン・ジョンのクリスマス』/エルトン・ジョン - トラック『コーリング・イット・クリスマス』でエルトン・ジョンと共演。

ほか
- サウンドトラック
  - 『アルフィー』
  - 『ブリジット・ジョーンズの日記きれそうなわたしの14日間』
  - 『ファンタスティック・フォー』
  - 『デスパレートな妻たち』
  - 『チキン・リトル』

ほか

## フィルモグラフィ
- 映画『エラゴン』(2006年)

- アンジェラ役
- テレビ番組『アメリカン・ドリームズ』シーズン3第13話『Starting Over』(2005年)
- テレビ番組『THE TUDORS〜背徳の王冠〜』シーズン3（2007年）

- アン・オブ・クレーブス役

## 日本公演
- 2007年 4月9日 東京・LIQUIDROOM ebisu
- 2015年 10月12日(月)～13日(火) ビルボードライブ東京、10月15日(木)　ビルボードライブ大阪